# Foto de Paraisópolis e prédio de luxo no Morumbi
A foto de Paraisópolis e prédio de luxo no Morumbi é um registro fotográfico realizado no ano de 2004 pelo fotógrafo brasileiro Tuca Vieira e que exibe sob um ângulo privilegiado o encontro entre Paraisópolis, segunda maior favela do município, e o rico bairro do Morumbi. Na imagem, é possível visualizar de um lado um prédio luxuoso, com quadras de tênis e piscinas na varanda dos apartamentos; do outro, centenas de barracos de alvenaria, típicos de uma favela brasileira. A fotografia recebeu atenção em escala mundial e foi exposta no museu Tate Modern, em Londres. A foto passou a simbolizar a desigualdade social entre ricos e pobres de São Paulo.

## Contexto
À época, Tuca Vieira trabalhava no jornal Folha de S.Paulo e recebeu a tarefa de fotografar alguns pontos da capital paulista para um caderno especial sobre o aniversário de 450 anos da cidade.